# Oscar 1930
A 2ª Cerimônia do Oscar ocorreu em 3 de abril de 1930, durante um banquete realizado no Cocoanut Grove do Ambassador Hotel, em Los Angeles, nos Estados Unidos, e foi transmitida ao vivo pelo rádio. A cerimônia honrou os melhores filmes lançados entre 2 de agosto de 1928 e 31 de julho de 1929.
Entre as principais modificações a que a segunda edição do Oscar foi submetida, em relação à primeira, está o número de categorias, reduzidas a sete. Foi a única edição em que os indicados não foram anunciados, somente os vencedores. O regulamento da época permitia que fossem feitas mais de uma indicação ao mesmo prêmio, contudo, o prêmio seria concedido a apenas uma performânce.

## Vencedores e indicados
| Categoria              | Vencedor                                        | Indicados |
| ---------------------- | ----------------------------------------------- | --- |
| Melhor Filme           | The Broadway Melody                             | Alibi The Hollywood Revue of 1929 In Old Arizona The Patriot |
| Melhor Diretor         | Frank Lloyd (The Divine Lady)                   | Lionel Barrymore (Madame X) Harry Beaumont (The Broadway Melody) Irving Cummings (In Old Arizona) Frank Lloyd (Drag e Weary River) Ernst Lubitsch (The Patriot)                                                                                        |
| Melhor Ator            | Warner Baxter (In Old Arizona)                  | George Bancroft (Thunderbolt) Chester Morris (Alibi) Paul Muni (The Valiant) Lewis Stone (The Patriot) |
| Melhor Atriz           | Mary Pickford (Coquette)                        | Ruth Chatterton (Madame X) Betty Compson (The Barker) Jeanne Eagels (The Letter) Corinne Griffith (The Divine Lady) Bessie Love (The Broadway Melody)                                                                                                  |
| Melhor Roteiro         | Hans Kraly (The Patriot)                        | Tom Barry (In Old Arizona e The Valiant) Elliott Clawson (The Cop, The Leatherneck, Sal of Singapore e Skyscraper) Hans Kraly (The Last of Mrs. Cheyney) Josephine Lovett (Our Dancing Daughters) Bess Meredyth (A Woman of Affairs e Wonder of Women) |
| Melhor Fotografia      | Clyde De Vinna (White Shadow in the South Seas) | George Barnes (Our Dancing Daughters) Arthur Edeson (In Old Arizona) Ernest Palmer (Four Devils e Street Angel) John Seitz (The Divine Lady) |
| Melhor Direção de Arte | Cedric Gibbons (The Bridge of San Luis Rey)     | Hans Dreier (The Patriot) Mitchell Leisen (Dynamite) William Cameron Menzies (Alibi e The Awakening) Harry Oliver (Street Angel) |